# هورستمار
شهر هورستماردر ایالت نوردراین-وستفالن در کشور آلمان واقع شده‌است.